# New Jersey Public Radio
New Jersey Public Radio est un réseau de quatre stations de radio publiques couvrant le Nord de l'État américain du New Jersey. Il est la propriété du réseau public new-yorkais NYPR.

## Historique
Fondé le 1er juillet 2011, le réseau succède à l'ancien réseau de télévision et de radiodiffusion public New Jersey Network (en) (NJN), fermé à cause de la réorganisation de la politique budgétaire de l'État du New Jersey et l'arrêt du financement public du réseau. Les quatre stations de NJN sont vendues au réseau public new-yorkais NYPR.

## Stations
New Jersey Public Radio possède quatre stations de radio, émettant en modulation de fréquence (FM), que sont :
- WNJY (en), 89.3, basée à Netcong,
- WNJP (en), 88.5, basée à Sussex,
- WNJO (en), 90.3, basée à Toms River,
- WNJT-FM (en), 88.1, basée à Trenton.